# Monte Brocken
El monte Brocken (en inglés: Brocken Mountain) es una montaña que se eleva a 610 m s. n. m. cerca al suroeste de roca Becerro en el lado norte de Georgia del Sur, en el océano Atlántico Sur, cuya soberanía está en disputa entre el Reino Unido el cual las administra como «Territorio Británico de Ultramar de las islas Georgias del Sur y Sandwich del Sur», y la República Argentina que las integra al Departamento Islas del Atlántico Sur, dentro de la Provincia de Tierra del Fuego, Antártida e Islas del Atlántico Sur. Fue nombrado por el grupo alemán de las Investigaciones del Año Polar Internacional, de 1882 y 1883, por el Brocken, el pico más alto en el centro de Alemania.